# Polemonium reptans
Polemonium reptans é uma espécie pertencente ao gênero Polemonium, nativa do leste da América do Norte.

## Galeria

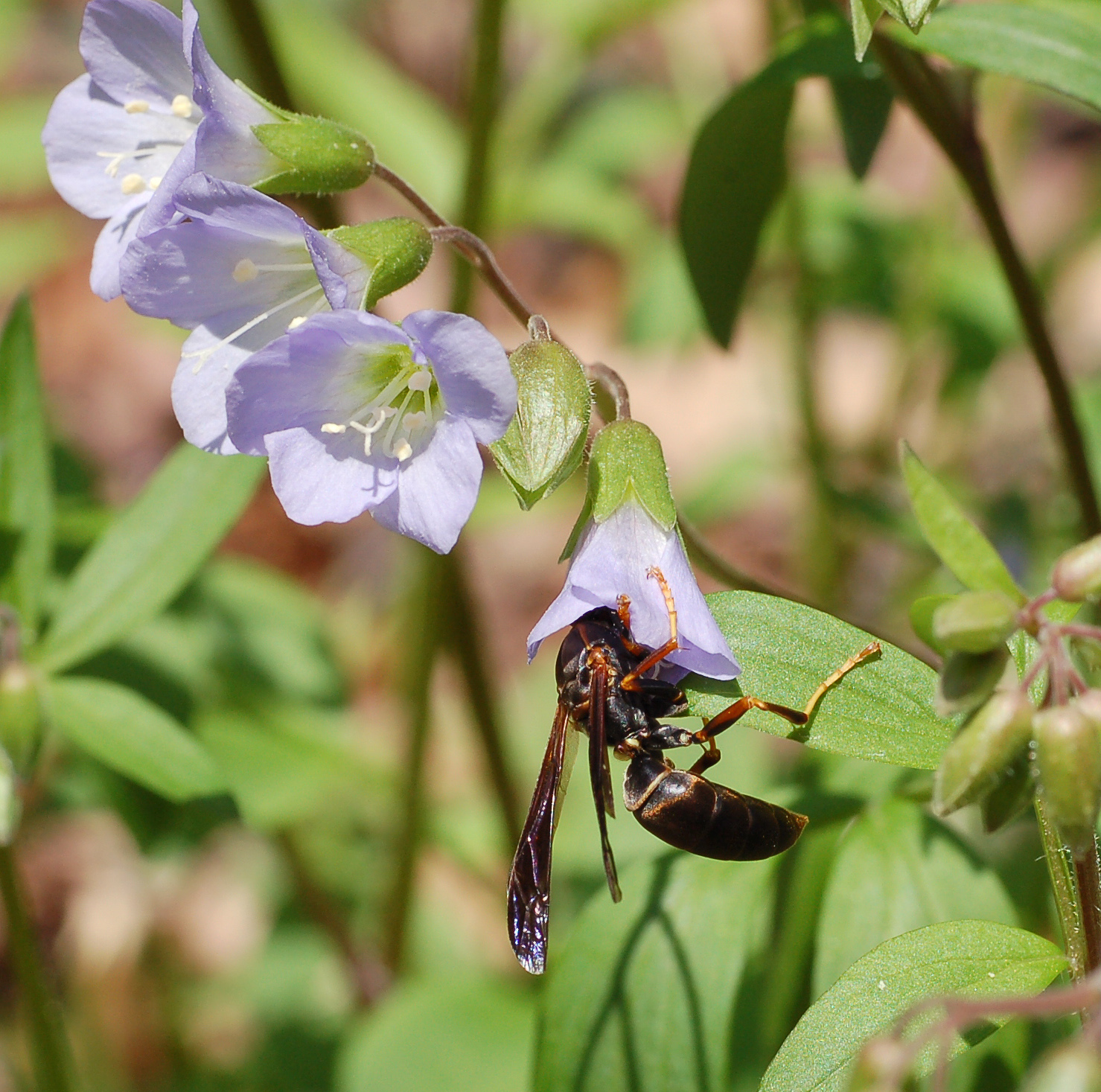
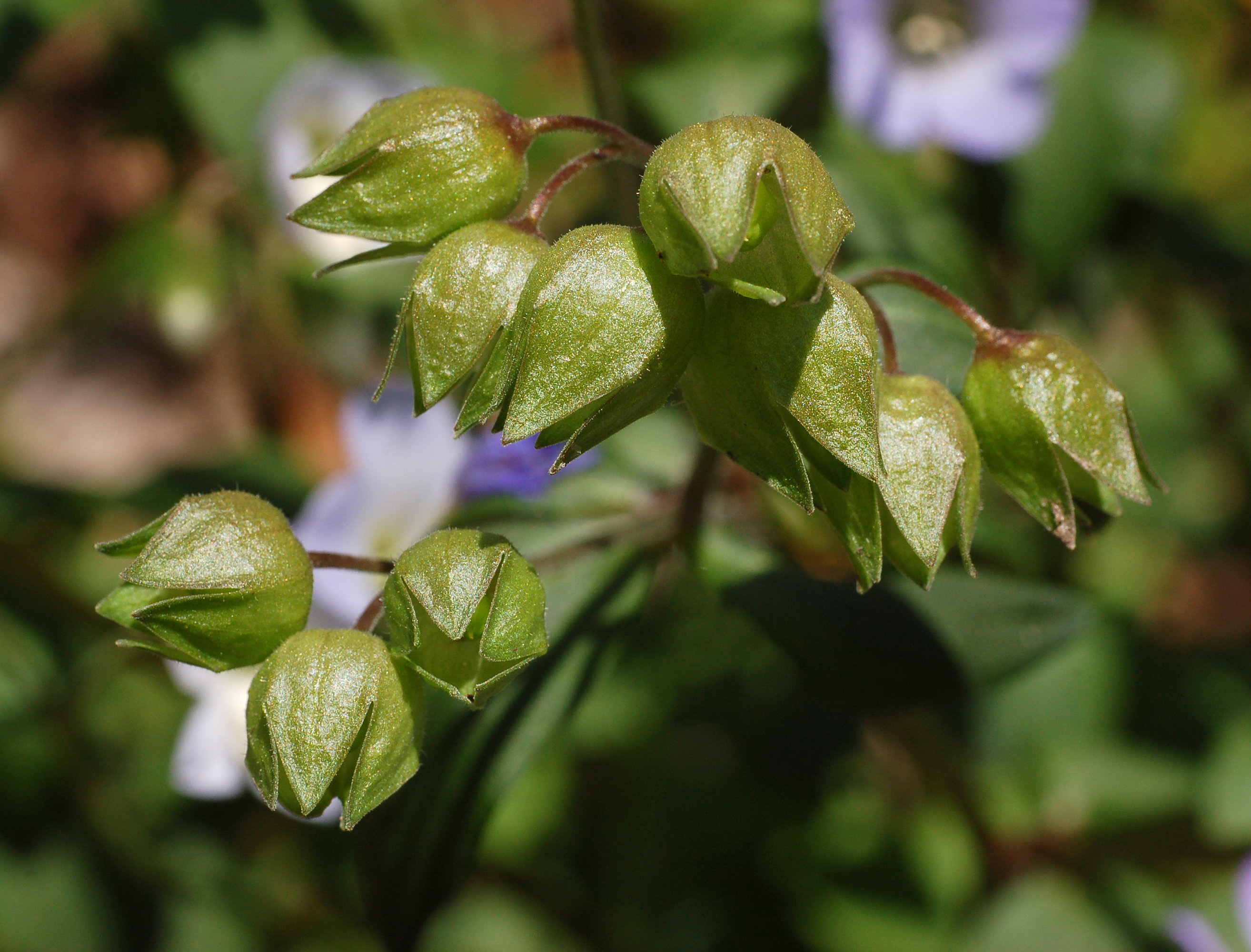
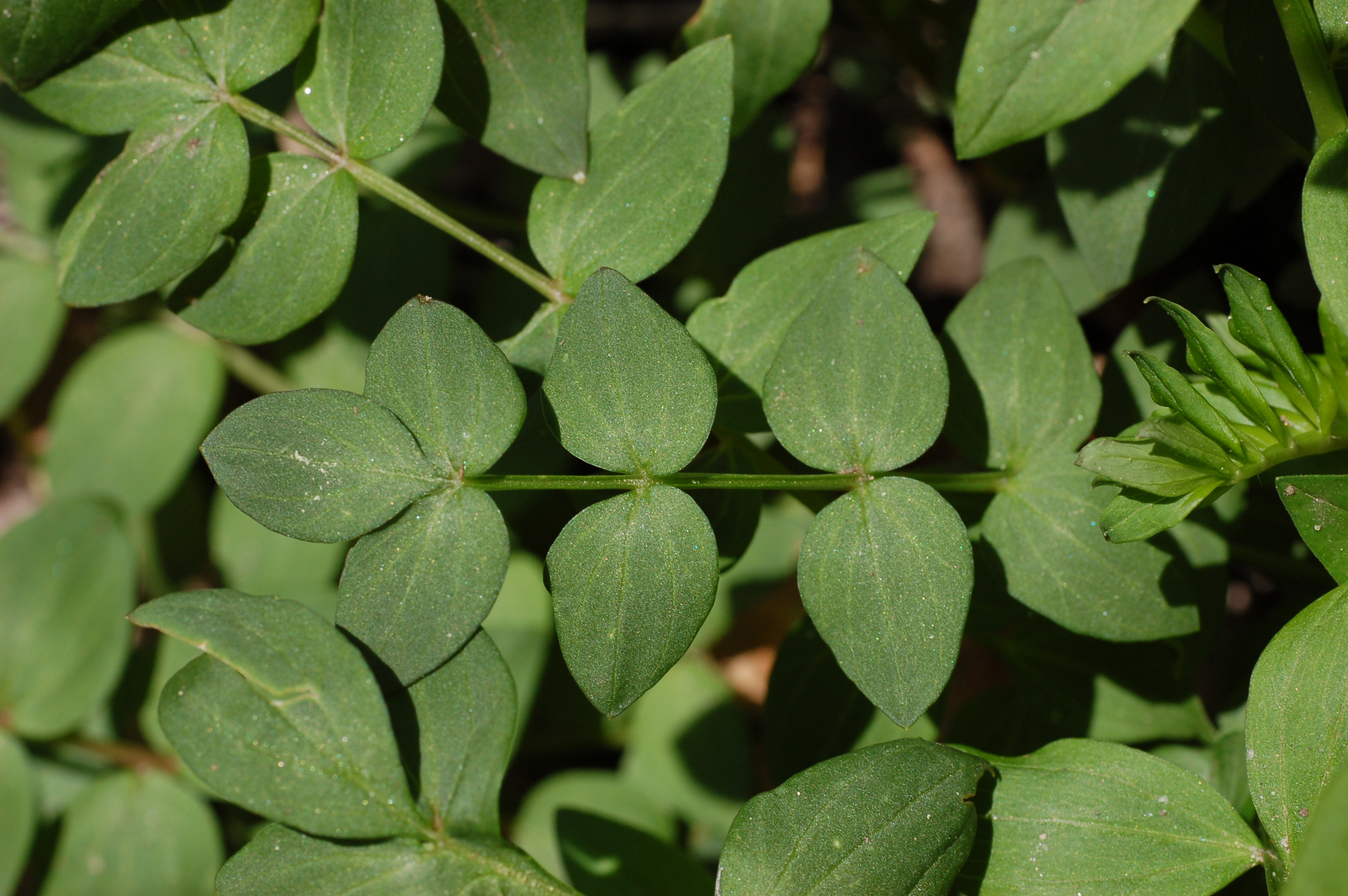